# BMCE Bank International
BMCE Bank International (ex MediCapital Bank) est une banque internationale d'investissement et de financement spécialisée sur l'Afrique, basée à Londres et régulée par le « Financial Services Authority » (FSA). Elle offre aux institutions internationales et aux investisseurs un large spectre d’opportunités sur le continent africain, et propose aux entreprises africaines son expertise financière et un accès plus large aux marchés des capitaux internationaux.
Les activités de BMCE Bank International s'articulent autour de 3 pôles : trésorerie et marchés de capitaux, banque de financement (Corporate Banking) et banque d'affaires.

## Histoire
BMCE Bank International Plc, filiale de la BMCE, a été lancée en 2007 sous le nom MediCapital Bank Plc.
BMCE appartient au groupe Finance.com, l'un des principaux groupes financiers privés marocains. Les activités de BMCE s'articulent autour de quatre grands pôles : banque de détail, banque d'affaires, banque de financement et activités à l'international.
BMCE Group est cotée à la bourse de Casablanca, avec une capitalisation boursière de 5 millions USD au 31 décembre 2009.

## Activités

### Trésorerie et marchés de capitaux
Le département Trésorerie et Marchés de Capitaux développe des solutions pour des clients souhaitant investir en Afrique. 
Les principaux produits et services proposés sont :
- Opérations de Change, Trading des Taux d’intérêts
- Vente et Intermédiation sur Actions Cotées et sociétés non cotées
- Intermédiation sur Dette, Structuration et re-packaging de Crédits

### Banque de Financement - Corporate Banking
Le département Banque de Financement offre des solutions financières à des clients africains et internationaux. 
Les principaux produits et services proposés sont :
- Financement Structures : Préfinancement d’exportation, Financement de stock, Financement de Postes Clients
- Financement de Projets : Financement d’infrastructures, Financement a effet levier, Financement de ressources naturelles et énergétiques
- Financement de Commerce international : LC, Stand-By et confirmation de LC, Remise Documentaire, Escompte de traites, et Gestion des flux bancaires
- Garanties : Garanties de soumission, et Garanties de bonne exécution.

### Banque d'Affaires
MediCapital Finance, est le département Banque d’affaires de BMCE Bank International. Avant son rachat par BMCE Bank International en juillet 2008, MediCapital Finance opérait sous le nom de Pall Mall Capital SAS, banque d’affaires spécialisée dans les transactions transfrontalières européennes et d’Afrique francophone.
MediCapital Finance s’est spécialisée sur les transactions Sud-Sud et les entreprises basées en Afrique du Nord et de l’Ouest.
Depuis son siège à Paris, MediCapital Finance offre une large gamme de services, parmi lesquels on trouve notamment les activités de :
- Levée de fonds
- Fusion-acquisition
- Restructuration financière
- Privatisation